# مایکائو
مایکائو (به اسپانیایی: Maicao) یک سکونتگاه مسکونی در کلمبیا است که در بخش لا گواخیرا واقع شده‌است.

## خصوصیات
مایکائو ۱٬۷۸۲ کیلومترمربع مساحت و ۱۰۳٬۱۲۴ نفر جمعیت دارد و ۵۲ متر بالاتر از سطح دریا واقع شده‌است.